# Give Me Your Love (Sigala)
Give Me Your Love è un singolo del DJ britannico Sigala, pubblicato il 29 aprile 2016 come quarto estratto dal primo album in studio Brighter Days.

## Descrizione
Il singolo ha visto la partecipazione del cantautore britannico John Newman alla parte vocale e del chitarrista statunitense Nile Rodgers alla chitarra elettrica.

## Successo commerciale
Il singolo ha ottenuto successo in Europa e Oceania.

## Video musicale
Il videoclip è stato pubblicato il 29 aprile 2016 ed è stato girato in varie zone di New York tra cui un campo sportivo, il fiume Hudson e un edificio abbandonato. Nel video i protagonisti si divertono mentre sono in giro, mentre all'interno dell'edificio abbandonato John Newman si diverte tenendo in mano una lampada elettrica accesa.